# The Unforgettable Fire
The Unforgettable Fire – album grupy U2 wydany 1 października 1984 (zob. 1984 w muzyce).
Album był pierwszym wynikiem współpracy U2 z producentami Brianem Eno i Danielem Lanois. Rozpoczął też fascynację U2 Stanami Zjednoczonymi, która znacząco wpłynęła również na dwa następne albumy grupy. Nazwa albumu, znacząca po polsku „niezapominalny pożar”, pochodzi od serii obrazów autorstwa ofiar ataków atomowych na Hiroszimę i Nagasaki, które grupa zobaczyła w muzeum w Chicago, które posiadało również wystawę na temat Martina Luthera Kinga.
Utwór „Pride (In the Name of Love)”, opowiadający właśnie o Kingu, okazał się pierwszym przebojem U2 na wielką skalę. „Bad”, traktujący o uzależnieniu od heroiny, został sławny po koncercie Live Aid na Wembley w 1985 r., kiedy to U2 odegrało emocjonalną, dwunastominutową wersję utworu, a Bono zszedł ze sceny i zatańczył z fanką. „Bad” do dziś jest jedną z ulubionych piosenek zespołu.
Większość albumu (z wyjątkiem m.in. „Pride”) przedkłada „klimat” nad proste melodie. W 1987 r. Bono określił The Unforgettable Fire jako „pięknie nieostry” i porównał album z impresjonistycznymi obrazami w odróżnieniu od billboardów.
Album był nagrywany w Zamku Slane w hrabstwie Meath i wykończony w Windmill Lane Studios w Dublinie. Zamek uwidoczniony na okładce płyty to nie Slane, lecz Moydrum w miejscowości Athlone (hrabstwo Westmeath).
Album jest dwukrotną platynową płytą w Wielkiej Brytanii (600 000 sprzedanych kopii) oraz trzykrotną platynową płytą w Stanach Zjednoczonych (3 000 000 kopii).

## Lista utworów
1. „A Sort of Homecoming” – 5:28
2. „Pride (In the Name of Love)” – 3:48
3. „Wire” – 4:19
4. „The Unforgettable Fire” – 4:55
5. „Promenade” – 2:35
6. „4th of July” – 2:12
7. „Bad” – 6:09
8. „Indian Summer Sky” – 4:17
9. „Elvis Presley and America” – 6:23
10. „MLK” – 2:31

## Single
- Pride (In the Name of Love) (1984)
- The Unforgettable Fire (1985)

## Twórcy

### U2
- Bono – wokale główne, gitara
- The Edge – gitara, syntezator, chórki
- Adam Clayton – gitara basowa
- Larry Mullen Jr. – perkusja

### Pozostali muzycy
- Brian Eno, Daniel Lanois – chórki i pozostałe instrumenty
- Paul Barrett – fairlight
- Chrissie Hynde – chórki w „Pride (In the Name of Love)”
- Peter Gabriel – wokale w „A Sort of Homecoming” (Daniel Lanois Remix)